# Iranada tarachoides
Iranada tarachoides là một loài bướm đêm trong họ Noctuidae.